# Хоровая капелла князя Ю. Н. Голицына

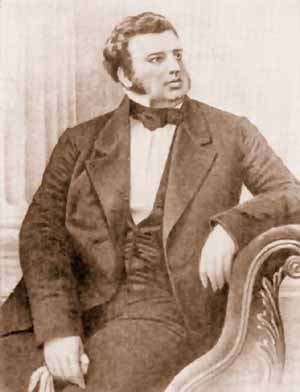
руководитель хора князь Ю. Голицын

Крестьянский хор села Новочеркутино

Песенник, составленный из песен, исполняемых хором князя Голицына

Хоровая капелла князя Ю. Н. Голицына, создана в 1842 году,   в селе  Салтыки Усманского уезда Тамбовской губернии.   Хор стал заметным явлением в музыкальной жизни России. Количество певчих достигало до 150 человек. Концерты хора устраивались не только в имении Голицына, куда съезжались любители музыки с ближайших губернских городов и со всей Тамбовщины, но также с огромным успехом проходили в столицах и заграницей. Капелла получила европейское призвание.

## Создание хора
Хоровая капелла князя Ю. Н. Голицына была создана из крепостных крестьян.
В 1901 году «Козловская газета» поместила в двух своих номерах заметку о князе Голицыне под названием «Артист-барин», в которой сообщалось:
Певчих в княжеской капелле насчитывалось до 150 человек. Набирались они исключительно из собственных крепостных, голоса которых испытывались не под скрипку или какой-нибудь инструмент, а на конюшне, под розги конюхов… Испытуемый, конечно, кричал во все легкие, во весь диапазон голосовых связок, по густоте и звонкости которого князь, сидевший на террасе за чашкой кофе или чая и судил о пригодности и талантах будущего певца. Бывали, разумеется, случаи и забраковок, за полною безголосностью сеченых. Хорошо ли жилось певчим у князя, который так старательно и с таким умением подбирал состав своей капеллы? Едва ли. Дома они ударялись в бега, их ловили, секли, водворяли…
В создание хора принимал участие Аркадий Александрович Рахманинов, дед великого композитора. А. Рахманинов  - ученик   Д. Фильда, выступал в любительских и благотворительных концертах.
К созданию хора привлекалась Вера N  - тетя Глинского Б.Б. :

А. Рахманинов

музыкант, князь Юрий Голицын, искал ее < тети Вари> одобрения своим певчим, ей первой пел свои хоровые песни и под звуки ее игры облегал бурную и многогрешную душу слезами покаянияГлинский Б. Б. Из летописи села Сергеевки // Исторический вестник. — 1894. — Т. 58. — С. 63.
Голицын, являясь преемником М.И. Глинки, поставил на профессиональную основу музыкально-теоретическое образование певчих, развивал у них абсолютный слух, умение без камертона пропеть «гамму во всех тонах от заданной ноты и узнать по слуху каждую ноту и тон исполняемой пьесы», составлять аккорды, гармонические последовательности; обучение детей начинал с простого церковного пения. Юрий Николаевич Голицын создал авторскую уникальную методику работы с хором: по некоторым данным, составил две «Методы» с упражнениями для 4-голосного хора, изучал  также сочинения западноевропейских композиторов: хоры из опер, духовную музыку; впервые ввёл в концерты народные песни (славянских народов),  древнерусские одноголосные церковные мелодии.

## Творческие заслуги коллектива
Специалисты той эпохи, знающие все нюансы музыкального искусства, устно и письменно подчеркивали не только профессиональный уровень певцов, но и их творческую самобытность. И, конечно же, все это благодаря Ю. Голицыну. Репертуар хора был огромен, он исполнял любую музыку, но охотнее всего — русских композиторов: Д. С. Бортнянского, С. А. Дегтярева, Г. Я. Ломакина, М. И. Глинки.
Голицын, увлекся идеями реставрации древнерус. одноголосных церковных мелодий, изучал записи распевов Симонова, Донского монастырей, московского Успенского собора, многоголосные переложения Львова, П. М. Воротникова, Ломакина, Н. И. Бахметева, М. А. Виноградова, а также «Каталог церковным нотам» (СПб., 1850), включающий 41 сочинение. Концерты хора устраивались не только в имении Голицына, куда съезжались любители музыки с ближайших губернских городов и со всей Тамбовщины, но также с огромным успехом проходили в столицах и заграницей.
6 августа (7 сентября) 1856 г. в Москве принимал участие в коронации императора Александра II.
Хор выступал во многих городах России. Выступал с хором в залах дворянских собраний городов России (1851), Манеже, Большом театре и зоологическом саду в Москве (1856, 1857) и др. В Воронеже, кроме концерта, хор пел обедни во многих церквях. Певцы жили в гостинице Шванвича.  Летом 1857 г. поселился со своим хором в Гостилицах (Ломоносовский р-н), которыми в тот период владела его тетя – Т. Б. Потемкина. Выступал на богослужениях в местной церкви св. Троицы.
В европейской прессе появилось несколько восторженных откликов.
Невероятный успех голицынского хора объяснялся не только великолепным подбором и выучкой певцов, тончайшим чувством народного мелоса и романтической личностью красавца-князя, но и в большей мере самим временем, заставлявшем смотреть на русскую деревню, которая из поставщика бессловесных рабов превращалась в поставщика новых граждан, новой общественной силы. Из песен голицынского хора вставал образ русского народа с его тоской и весельем, его духовной жаждой, способностью оставаться самим собой.
в дни его зимних концертов большая зала Дворянского собрания не могла вместить всех желающих его послушать…громадные толпы стояли в дверях и проходах, охотно оплачивая, по усиленной таксе, право стоя послушать неподражаемого русского музыкантаСоколова А. И. Встречи и знакомства // Исторический вестник. — 1911. Т. 123 № 3. — С. 934.

## Закрытие
Хор был распущен в 1857 году из-за финансовых трудностей.  По утверждению Е. Ю. Хвощинской, Александр II хотел приобрести хор. Планировалось использовать хор в штате Исакиевского собора.